# Leporinus megalepis
Leporinus megalepis és una espècie de peix de la família dels anostòmids i de l'ordre dels caraciformes.

## Morfologia
- Els mascles poden assolir 6,8 cm de llargària total.[4][5]

## Hàbitat
Viu en zones de clima tropical entre 22 °C - 27 °C de temperatura.

## Distribució geogràfica
Es troba a Sud-amèrica: Surinam i conca del riu Essequibo a la Guaiana.